# Jim Daly
Jim Daly (né le 20 décembre 1972) est un homme politique irlandais du Fine Gael qui est ministre d'État chargé de la Santé mentale et des Personnes âgées de 2017 à 2020 et président de la commission des affaires de l'enfance et de la jeunesse de 2016 à 2017. Il est Teachta Dála (TD) pour la circonscription de Cork Sud-Ouest de 2011 à 2020,.

## Biographie
Avant d'être élu au Dáil, il est membre du conseil du comté de Cork pour la zone électorale locale de Skibbereen de 2004 à 2011. Il se présente sans succès pour le Seanad en 2007.
Originaire de Drinagh, dans le comté de Cork, Daly est issu d'une famille de 11 enfants. Il fréquente l'école secondaire à Maria Immaculata, Dunmanway.
Il étudie au NUI Maynooth et au Mary Immaculate College de Limerick, devenant professeur d'école primaire et il est plus tard directeur du Gaelscoil Dr Uí Shúilleabháin à Skibbereen.
Après être apparu dans Tonight avec Vincent Browne en 2012, Daly reçoit un diagnostic de cancer de la peau par un médecin qui surveillait à la maison.
Le 20 septembre 2019, il annonce qu'il ne se présenterait pas aux élections générales. Il est aujourd'hui dirigeant de l'Association des hôpitaux privés.